# Wunghnu
Wunghnu is een plaats in de Australische deelstaat Victoria en telt 270 inwoners (2006).